# Grewia lepidopetala
Grewia lepidopetala är en malvaväxtart som beskrevs av Garcke.. Grewia lepidopetala ingår i släktet Grewia och familjen malvaväxter. Inga underarter finns listade i Catalogue of Life.